# Estavana Polman
Estavana Polman (Arnhem, Güeldres, Países Bajos; 5 de agosto de 1992) es una balonmanista neerlandesa que juega como central en el CS Rapid Bucarest de la Liga Națională de Rumanía. Es internacional con la Selección de Países Bajos.
Además de las medallas conseguidas con la selección absoluta, también consiguió la plata en el Mundial Júnior de 2011.
Fue la máxima goleadora de la selección holandesa en el Campeonato Europeo de Balonmano Femenino de 2016 y la cuarta entre todos los países.

## Palmarés

### Team Esbjerg
- Liga de Dinamarca de balonmano femenino (3): 2016, 2019, 2020

## Clubes
| Club                          | País         | Año         |
| ----------------------------- | ------------ | ----------- |
| VOC Amsterdam                 | Países Bajos | - 2011      |
| SønderjyskE                   | Dinamarca    | 2011 - 2013 |
| Team Esbjerg                  | Dinamarca    | 2013 - 2022 |
| Nykøbing Falster Håndboldklub | Dinamarca    | 2022 - Act. |